# 張冰茜
张冰茜（？—），是香港长城电影公司的著名女演员，后加盟邵氏电影公司，代表作品有《花街》、《王老虎抢亲》、《大富之家》、《春夏秋冬》等。演員关山之妻，关之琳之母。

## 演藝經歷
1965離開左派電影公司。

## 電影演出
- 大富之家[2]
- 鑽花竊賊（1955年）[2]
- 大兒女經（1955年）[2]
- 機伶鬼與小懶貓（1959年）[3]

## 個人生活
1960年與關山結婚，育有一子一女，後離婚。女兒關之琳後來亦成為影星。後世說法為1975年離婚，張冰茜帶同兒子移居美國。但1977年仍有兩人家庭關係良好的報道。